# إلدا

علم البلدية

شعار البلدية

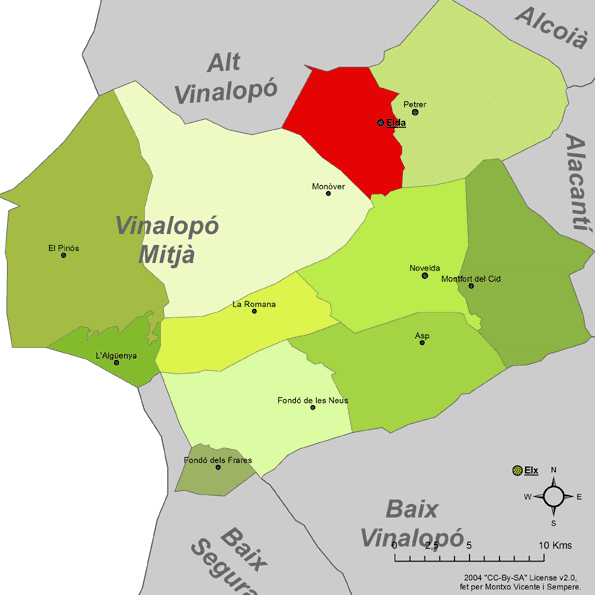
موقع البلدية

بلدية إلدا (بالإسبانية: Elda)‏, هي بلدية تقع في مقاطعة لقنت. جنوب شرق إسبانيا. يبلغ عدد سكانها 55.138 نسمة.

## توأمة
لإلدا اتفاقيات توأمة مع كل من:
- نوفو هامبورغو
- سان لويس
- أرنيط

## أعلام
- لويس دومينك
- مانويل أريلانو
- أنطونيو جاديس
- إيفان فورت
- إيزابيل أورتونيو

## وصلات خارجية
- (بالإسبانية)